# ژاک کالون
ژاک کالون (فرانسوی: Jacques Calonne‎؛ زادهٔ ۱۹۳۰ – ۷ فوریهٔ ۲۰۲۲) آهنگساز، بازیگر، نویسنده، نقاش سورئال و متخصصِ واژه‌نگاشت اهل بلژیک بود.
او دانش‌آموختهٔ «فرهنگستان سلطنتی هنرهای زیبا» در بروکسل بود.